# HaeIII

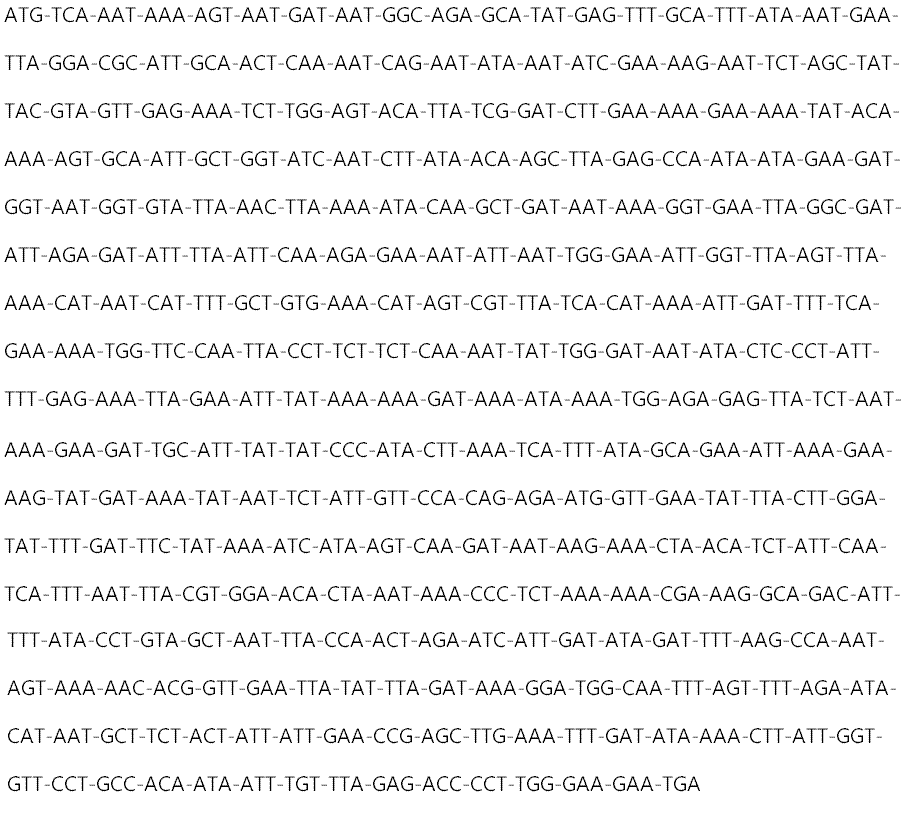
Secuencia de la enzima HaeIII.

HaeIII es una enzima de restricción de tipo II (EC 3.1.21.4) producida por el microorganismo Haemophilus aegyptius que posee una diana de restricción en el ADN de cadena doble dependiente de una secuencia no metilada, palindrómica y no escalonada, sobre la cual su actividad catalítica hidrolasa genera extremos romos.
La diana de restricción puede representarse según este diagrama:
| Sitio de reconocimiento | Resultado del corte |
| 5' GGCC 3' CCGG         | 5' GG CC 3' CC GG   |

## Mecanismo de acción
La enzima rompe el ADN en la posición donde se encuentra la secuencia GGCC. El corte ocurre entre el segundo y el tercer nucleótido (G y C). Los fragmentos de ADNT se conocen como fragmentos de restricción. HaeIII corta ambas cadenas de ADN en la misma localización. La desnaturalización caliente ocurre a los 80 °C después de 20 minutos